# 馬主
馬主（うまぬし、ばぬし、ばしゅ）とは、広義ではウマ（馬）を所有する人を指す。
本項では主に競走馬を所有している人・法人・組合について触れる。

## 概要
馬主として活動するためには各競馬主催者による馬主登録が必要である。また、中央競馬・地方競馬、両方に競走馬を所有している馬主も少なからず存在する。
日本では競走馬がレースで8着以内に入れば賞金を獲得するが、その賞金の10%が調教師、騎乗した騎手と厩務員に5%ずつがそれぞれ進上金として配分され、残りの80%が馬主の収入となる。ただし障害競走では騎手の取り分は7%に引き上げられ、代わりに馬主の取り分は78%に下がる。
また、自ら所有することを目的として競走馬の生産を行う生産者のことを「オーナーブリーダー」という。
日本における愛馬会法人や競走馬生産牧場など別途規定が設けられているものもあるが、基本的に馬主として登録し活動するためには基本的に一定規模の資産と年収が必要であり、馬主になるにあたっては審査に合格しなければならず、また実際に経費面を考えれば一定の剰余資産が無ければ馬主業は安定して務まらない。そのため、特に個人馬主においては馬主であるということが一種の社会的なステータスとしての意味を持つことも珍しくない。
他方、いわゆる一口馬主は、愛馬会法人に出資して出資比率に応じた経済的負担を負い、その出資した競走馬の獲得した賞金に応じて分配を受ける関係というだけであって、正確には馬主ではない。

## 中央競馬における馬主

### 馬主の種類
- 個人馬主
- 軽種馬生産個人馬主
- 本邦外居住者個人馬主（2009年秋より）
- 法人馬主
- 軽種馬生産法人馬主
- 組合馬主（法人格なき組合・2001年秋より）

### 登録審査基準
中央競馬の馬主は、日本中央競馬会を通して馬主申請を行う。
登録ができない者
成年被後見人又は被保佐人を欠格条項とする規定については、令和元年6月14日に公布された「成年被後見人等の権利の制限に係る措置の適正化等を図るための関係法律の整備に関する法律」によって削除され、心身の故障等の状況を個別的、実質的に審査し、必要な能力の有無を判断することとなった。 
中央競馬会競馬施行規則第7条第1号〜第13号が掲げる欠格事項は以下の通り。 
- 精神の機能の障害により競馬の実施に関する事務を適正に行うに当たって必要な認知、判断及び意思疎通を適切に行うことができない者並びに破産者で復権を得ない者
- 禁錮以上の刑に処せられた者[注釈 2]
- 競馬法、日本中央競馬会法、自転車競技法、小型自動車競走法、モーターボート競走法の規定に違反して罰金の刑に処せられた者
- 競馬関与禁止者、競馬関与停止者
- 暴力団員による不当な行為の防止等に関する法律（暴力団対策法）施行規則第1条各号に掲げるものを行うおそれがあると認めるに足りる相当な理由がある者
- JRAの役員・職員
- JRA経営委員会の委員
- 調教師、騎手、調教助手、騎手候補者、厩務員
- 馬主登録を取り消され、その取消しの日から5年を経過しない者
- 調教師に競走馬を継続的に預託することが困難であると認められる者
- 競馬の公正を害するおそれがあると認めるに足りる相当な理由のある者
- 住民基本台帳に記録されていない者
- 外国人である場合には、外国人登録法に規定する登録原票に登録のない者（本邦外居住者。2009年秋より条件付で認可）

個人馬主の審査基準（2013年以降は要件が緩和される）
- 年間所得額が2年連続1800万円以上→2013年からは2年連続1700万円以上[3]。なお、年間所得額には、一時的に得た所得（株式の売却等）や競馬に関する所得（地方競馬の賞金等）は含まれない[3]。
- 資産額が9000万円以上→2013年からは7500万円以上[3]。資産に含まれるのは、本人名義の不動産、預貯金、有価証券（投資信託、債券等を含む）のみである[3]。保険証券、ゴルフ会員権、海外に所在する不動産、書画骨董等は資産に含まれず、負債は資産分から差し引かれる[3]。

軽種馬生産個人馬主の審査基準
- 年間所得額が2年連続1100万円以上、資産額は問わない
- 牧場規模15ha以上（うち自己所有7.5ha以上）

（北海道以外の地区は牧場規模要件は半減）
- 自己所有繁殖牝馬6頭以上
- 2年以上の軽種馬生産実績と生産馬売却実績

本邦外居住者個人馬主の審査基準（2009年秋導入）
- 年間所得額が2年連続1800万円以上→2013年からは1700万円以上
- 資産額が9000万円以上→2013年からは7500万円以上
- 海外において馬主として1年以上活動実績のあること
- 馬主に係る事務を代行するため、国内に居住する「連絡責任者」を置くことができる者

法人馬主の審査基準
- 法人については資本金1000万円以上であること[3]。
- 法人代表者については、資本金または出資額の50%以上を出資しており[3]、年間所得額が2年連続1700万円以上[3]、かつ資産額が7500万円以上[3]。
- 代表者が中央競馬の個人馬主資格を有していること[3]（この個人馬主資格は後に抹消される[3]）
- 代表者は中央競馬会競馬施行規則第7条第1号〜第13号が掲げる欠格事項に、代表者以外の役員は中央競馬会競馬施行規則第7条第14号が掲げる欠格事項に、それぞれ該当しないこと[3]。

軽種馬生産法人馬主の審査基準
- 法人については資本金1000万円以上で代表者が50%以上出資し、過去2年黒字決算
- 法人代表者については年間所得額が2年連続1100万円以上、資産額は問わない
- 牧場規模15ha以上（うち自己所有7.5ha以上）

（北海道以外の地区は牧場規模要件は半減）
- 自己所有繁殖牝馬6頭以上
- 2年以上の軽種馬生産実績と生産馬売却実績
- 法人代表者が軽種馬生産に従事していること
- 代表者の個人馬主資格の有無は問わない（個人馬主資格を有していた場合は後に抹消される）

組合馬主の審査基準
- 組合員数が3名以上10名以下であり[3]、民法667条で規定された「組合契約」を組合員間で交わしていること[3]。また、組合員全員が中央競馬会競馬施行規則第7条第16号が掲げる欠格事項に該当しないこと[3]。
- 組合員各々の年間所得額が1000万円以上 → 2013年からは900万円以上[3]（組合員が軽種馬生産者である場合は750万円以上 → 2013年からは650万円以上[3]）所得金額には一時的な所得および競馬に関する所得は含まない[3]。
- 組合財産が1000万円以上[3]。
- 組合員のうちに、個人馬主・法人馬主の代表者又は他の組合馬主の組合員が含まれていないこと[3]。
- 代表者1名が特定されていること。

これらの審査基準に加えて、別途組合契約を提出する必要がある。
2002年度までは、年間所得額が2000万円以上（軽種馬生産者は1200万円以上）、資産額が1億4000万円以上、軽種馬生産者の自己所有繁殖牝馬頭数が7頭となっていた。
日本国内に居住する外国人の馬主登録は、日本人と同様に扱っている。

### 共有
競走馬は基本的には1頭につき1名（社）の馬主によって所有するが、複数の馬主によって所有することも可能である。共有する理由として以下の理由が挙げられる。
- 「オーナーズクラブ」による共同所有（社台グループオーナーズ等）
- 1頭すべてを所有することが難しいため
- いわゆる「1年抹消」を回避するため
- 知り合いの馬主と共同所有したいため
- 生産した牧場と共同所有したいため

共有は、2名以上10名以下で、個人馬主と法人馬主が混在してもよい。共有持分は1名10%以上で1%単位（割り切れない場合は1%以下の単位もあり得る）、原則として最も高い比率を持つ馬主が共有代表馬主となる。
組合馬主については必ず各組合員で共有しなければならない。共有持分は1名10%以上50%未満で1%単位、原則として最も高い比率を持つ組合員が組合代表となる。また、他の個人馬主・法人馬主・組合馬主の組合員を含めることができない。
本邦外居住者個人馬主については、100%自己所有でなければならず、共有は認められない。
馬に掛かる経費や獲得賞金等は共有持分によって折半・配分される。

### 入厩できる頭数
1名（社）につき共有も含めて100頭までとなっている。ただし、本邦外居住者個人馬主については導入初年度は10頭以内、2年目は15頭以内、3年目は20頭以内に制限されている。

### 所有馬の制限
本邦外居住者個人馬主についてのみ、内国産馬の所有を義務付けている。最初の5頭は内国産馬でなければならず、6頭目で外国産馬が認められる。すなわち、外国産馬の所有割合は6頭に1頭となる。

### 仮定名称
馬主は登録された名称とは別の名称（通称名・芸名・イニシャルなど）を設定することができる。
かつて存在した仮定名称（カッコ内は登録名）
シャダイ（吉田善哉）、タイヘイ（大川義雄）、カナヤマシ（菊池寛）、北島三郎（大野穣）、ホースマン（株式会社ホースマン）、大塚牧場（有限会社大塚牧場）、亀田和弘（株式会社啓愛義肢材料販売所）、有限会社シルク（有限会社サラブレットオーナーズクラブ・シルク）など
現在でも使われている仮定名称（カッコ内は登録名）
ゴドルフィン（シェイク・モハメド）、那須野牧場（恵比寿興業株式会社）、西山牧場（株式会社西山牧場）、千明牧場（株式会社丸沼）、シンボリ牧場（シンボリ牧場有限会社）、原禮子（原禮子レーシング株式会社）、杉山忠国氏（株式会社杉山忠国）など

### 同姓同名の取り扱い
馬主登録をした時点で同姓同名の馬主が存在していた場合、混同を避けるため名前の後ろに馬主登録番号を追加して区別する。

### 勝負服
服色（いわゆる勝負服）は馬主毎に設定される。共有馬は共有代表馬主の勝負服を使用する。

### 馬主登録の取消
日本中央競馬会競馬施行規程第11条が掲げる事項は以下の通り。
- 馬主が死去した時
- 法人馬主・組合馬主が解散した時
- 個人馬主の資格を有する者が別の法人馬主の代表に就任した時
- 個人馬主の資格を有する者が別の組合馬主の組合員となった時
- 組合馬主の組合員が3名以下となった場合
- 登録抹消の申請をした時
- 名義貸しが判明した時
- 共有馬を含む競走馬を1年以上所有しなかった時（いわゆる「1年抹消」で、競馬施行規程11条6項に該当）

### 個人馬主の相続
馬主が死亡した場合、死後1ヶ月までは競走馬の所有名義は有効となる。その間、相続人への競走馬の所有権移転を行わなければならない。
- 相続人が馬主資格をすでに持っている場合

所有権を移転する。
- 相続人が馬主資格を持っていない場合（馬主登録の審査基準を満たしている相続人）

馬主登録を行い、所有権を移転する。
- 相続人が馬主資格を持っていない場合（馬主登録の審査基準を満たしていない相続人）

「相続馬限定馬主」として登録し、所有権を移転する。ただし、新規で競走馬を登録することができない。相続した馬がすべて抹消するまで資格は有効となる。

### 法人馬主の相続
法人馬主の代表者が亡くなった場合、死後1か月までは競走馬の所有名義は有効となる。その間、新たに就任する代表者が馬主登録の審査基準を満たしている場合は、所有権移転は生じない。
満たしていない場合は、その法人が「相続馬限定馬主」となり、新規で競走馬を登録することができない。相続した馬がすべて抹消するまで資格は有効となる。

### 馬主協会
中央競馬における馬主協会とは、函館・札幌・新潟・福島・中山・東京・中京・京都・阪神・小倉の10か所に分かれている一般社団法人の馬主組織で、その多くが各競馬場内に事務所を置いている。協会の名称は各競馬場名に準ずるが、小倉競馬場に属する馬主協会のみ「九州馬主協会」と場名と異なる名称となっている。
大半の馬主はいずれかの馬主協会に所属しているが、複数の協会に所属している馬主や無所属の馬主も少なからずいる。協会では馬主の親睦のほか寄付などの福祉活動も行っている。また、各馬主協会の統括組織として日本馬主協会連合会（JOA）がある。同組織ではJOAチャリティーオークションを競馬場にて主催し、福祉関係にその売上金を寄付している。
協会では美浦・栗東の両トレセンに隣接する「馬主会館」（調教見学に伴う宿泊のための施設）も管轄しており、利用には馬主協会の会員（もしくはその同伴者）である必要がある。

### 馬主席
馬主席は馬主協会を通じて申し込むため、全国のいずれかの馬主協会に所属していなければ席の確保が難しい。また、割り当て席数の都合上所属協会と競馬場は同一、もしくは同地域（東京と中山、京都と阪神など）でなければさらに難しくなる（例：函館所属の馬主が阪神競馬場の馬主席を利用することなど）。また、共有馬のみの馬主に対しても馬主協会によっては難しい場合がある。
G1競走に所有馬が出走している場合は、専用の「出走馬主室」に入ることができる（馬主本人と関係者2名まで入室可）。馬主以外の人（いわゆる一口馬主の出資者を含む）が馬主席に入るには、馬主の紹介以外に方法は無い（特例で懸賞企画などで馬主席に入る権利を得られる場合はある）。
なお、馬主席への入場に当たっては男女ともドレスコードが設定され、正装が義務付けられている。通常は洋装の場合、男性は少なくともジャケットまたはスーツ（背広服）・ネクタイ・革靴を着用していなければならず、スニーカーやジーンズなどのカジュアルな服装では基本的に入場（席章・通行章の発行）が拒否される。ただし2020年現在、夏季についてはクール・ビズの観点からネクタイやジャケットの着用は不要とされている。

### 口取り

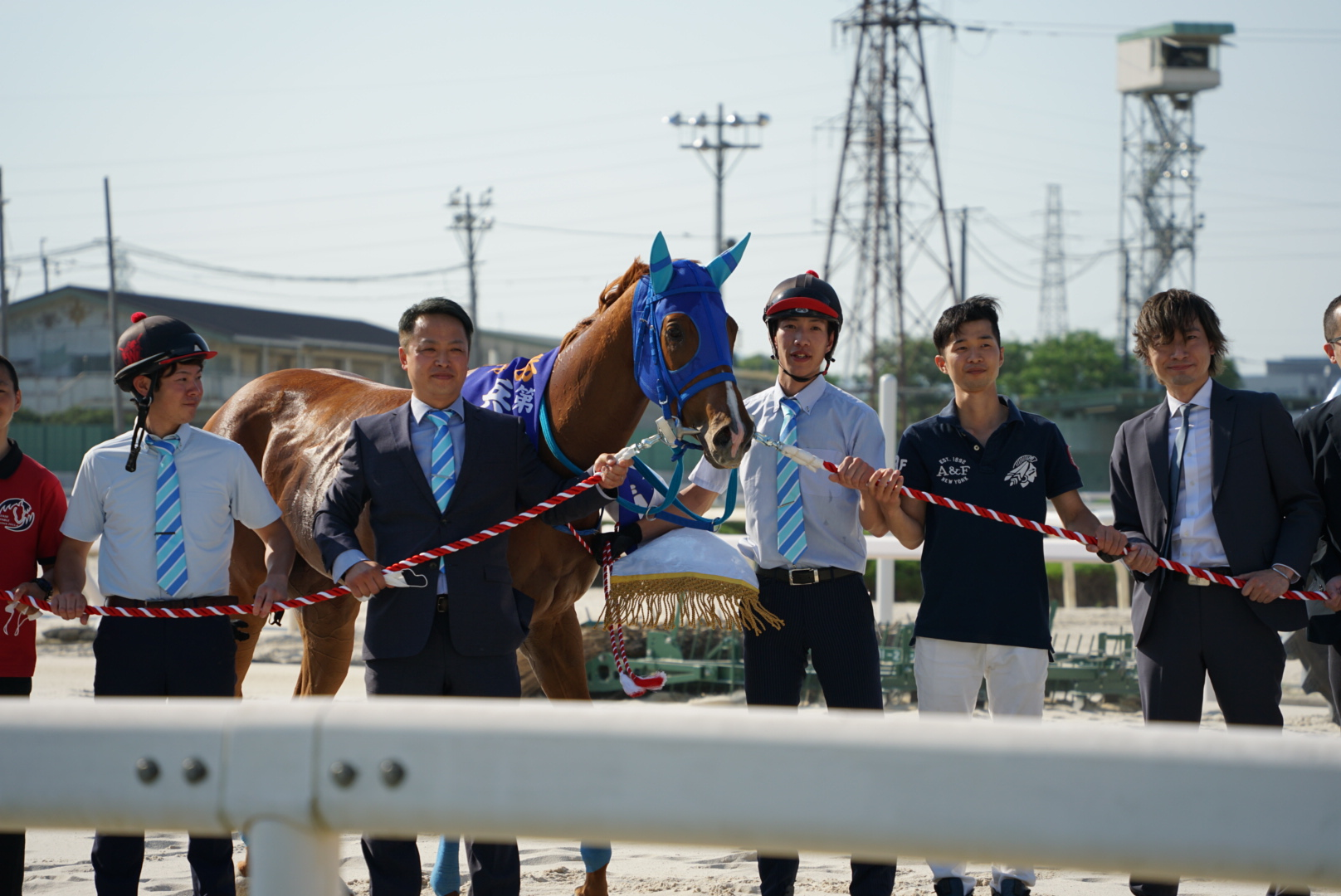
第22回兵庫ダービーの優勝馬・スマイルサルファーの口取りの様子。馬主・松野真一（写真右端）や管理調教師の渡瀬寛彰（馬の左隣）らが参加している

所有馬がレースに優勝した時には、ウイナーズサークルにて行われる表彰式で口取りができる。重賞競走の際にはコース上（中央競馬のGI競走では芝・ダートに関わらず芝コース上）で行われることもある。
馬主以外にもその家族や知人、生産牧場関係者も多数参加する。一口馬主の出資者については各クラブによって異なるが、出資人数が多数であるため、参加人数を制限している。

### 馬主登録数
2016年1月1日現在で2360（個人2003、法人302、組合55）。1991年には3000を超える登録数があったが、その後の景気の低迷とともに減少傾向にある。

## 地方競馬における馬主
中央競馬と重複する記述は一部割愛する。

### 馬主の種類
- 個人馬主
- 法人馬主
- 組合馬主（法人格なき組合・2002年より）

### 登録審査基準
地方競馬の馬主は、預託予定の地方競馬調教師を通して馬主申請を行う。調教師につてがない場合には調教師会、馬主会の紹介を受けることもできる。地方競馬組織のいずれかで登録されれば、日本全国どこの地方競馬でも馬を持つことができる。
登録ができない者
- 成年被後見人、被保佐人、破産者で復権を得てない者
- 禁錮以上の刑に処せられた者
- 競馬法、日本中央競馬会法、自転車競技法、小型自動車競走法、モーターボート競走法の規定に違反して罰金の刑に処せられた者
- 競馬関与禁止者、競馬関与停止者
- 暴力団員による不当な行為の防止等に関する法律（暴力団対策法）施行規則第1条各号に掲げるものを行うおそれがあると認めるに足りる相当な理由がある者
- 地方競馬全国協会の役員・職員
- 地方競馬全国協会運営委員会の委員
- 調教師、騎手、調教補佐、騎手候補者、厩務員
- 馬主登録を取り消され、その取消しの日から5年を経過しない者
- 調教師に競走馬を継続的に預託することが困難であると認められる者
- 競馬の公正を害するおそれがあると認めるに足りる相当な理由のある者
- 住民基本台帳に記録されていない者
- 外国人である場合には、外国人登録法に規定する登録原票に登録のない者（本邦外居住者）
- 未成年者

（詳しくは競馬法施行規程第15条に記されている）
個人馬主の審査基準
- 年間所得が500万円以上

法人馬主の審査基準
- 法人については出資金額が300万円以上、過去2年黒字決算、直近決算の貸借対照表において債務超過となっていないこと
- 定款の目的に競馬事業（競走馬の所有及び競走への出走等）が明記されていること
- 法人代表者については年間所得が500万円以上

組合馬主の審査基準
- 組合員各々の年間所得が300万円以上
- 組合名義の定期預金が300万円以上
- 3名以上10名以下で民法667条で規定された「組合契約」を組合員間で交わしていること
- これらの要件はあくまで目安で、これら以外の要件もある

### 共有
2名以上20名以下で、個人馬主と法人馬主が混在してもよい。共有持分は1名5%以上で1%単位、最も高い比率を持つ馬主が共有代表馬主となる。
組合はそれ自体が共有であるため、組合員の中に個人馬主・法人馬主・他組合馬主の組合員を含めることができない。各組合員の共有持分は1名10%以上50%未満で1%単位、最も高い比率を持つ組合員が組合代表となる。

### 勝負服
勝負服は騎手毎に設定されるため、馬主の勝負服は存在しない（ダートグレード競走やホッカイドウ競馬、南関東公営競馬、兵庫県競馬の一部競走を除く）。

### 馬主協会
地方競馬でも、神奈川県馬主協会や愛知県馬主協会などの、地区単位での馬主協会が存在している。

### 馬主登録数
2006年5月末の時点で6287（個人5885、法人382、組合20）。

## 日本国外の競馬における馬主

### 馬主の種類
- 個人所有
- パートナーシップ
- シンジケート
- リース

など

### 登録審査基準
海外競馬の馬主は、それぞれの国または州の競馬主催者を通して馬主申請を行う。審査基準はそれぞれの国および機関で異なる。

### 勝負服
勝負服は馬主ごとに設定される。帽色も設定可能である（日本では枠番によって帽色が決まっている）。

## 名義貸し
馬主登録が完了していない者もしくは馬主登録を受けていない者、馬主登録をする事ができない者が、馬主登録を受けている他人の名義で競走に出走させることを「名義貸し」という。競馬施行規程第11条第4号により禁止されており、「名義貸し」行為の事実が発覚した場合、名義を貸した馬主は登録の取消処分となる。また、預託調教師に対しても管理責任が問われ、競馬主催者より調教停止や調教師免許取消などのかなり厳しい処分が課せられる。
「トロットサンダー事件」
競走馬トロットサンダーはもともと地方競馬所属馬で、地方競馬の馬主資格を持つ有限会社有匡が所有していた。地方競馬での活躍により中央競馬への移籍を目指していたが、有限会社有匡は中央競馬の馬主資格を持っていなかった。
本来ならば自ら中央競馬の資格を取得するか、オグリキャップのように中央競馬の馬主資格を持っている他の馬主に売却しなければならなかったが、中央競馬馬主資格を持っている藤本照男の名義を借り、中央競馬へ移籍した。
中央移籍後も実質的な所有権は有限会社有匡にあり、「名義貸し」の状態であった。後日、名義貸しの事実が発覚してしまい、馬主の藤本照男は馬主登録取消、預託調教師の相川勝敏は2ヶ月の調教停止処分が下された。
同様の「名義貸し」疑惑はダービー馬ヒカルイマイなど他の著名競走馬でも囁かれたことがある。またバスター事件などでも問題の一因となっている。